# Martin Lynes
Martin Lynes es un agente de bienes raíces y actor australiano, más conocido por haber interpretado a Luke Forlano en la serie All Saints. 

## Biografía
En 1994 se graduó de la prestigiosa escuela australiana National Institute of Dramatic Art "NIDA" con un grado en actuación.
Martin está casado con la directora Marie Patane, la pareja tiene un hijo juntos, Ned Lynes.

## Carrera
En 1998 se unió al elenco principal de la exitosa serie médica All Saints donde interpretó al doctor Luciano "Luke" Forlano hasta el 2004 después de que su personaje decidiera irse del hospital para casarse con la enfermera Paula Morgan (Jenni Baird) y trabajar en el extranjero. 
En el 2005 se unió al elenco principal de la primera temporada de la serie Blue Water High donde interpretó a Craig "Simmo" Simmonds el entrenador de los surfistas hasta el 2006, posteriormente apareció como invitado en varios episodios en el 2008.
En el 2007 apareció en varios episodios de la serie Sea Patrol donde interpretó a Richard "Rick" Gallagher.
En el 2008 interpretó a Frank Edwards, el exnovio de Jasmin "Jaz" McLeod (Edwina Ritchard) en la popular serie Mcleod's Daughters. Ese mismo año obtuvo un pequeño papel en la película The Black Balloon donde interpretó a un doctor de emergencias.
En el 2010 se unió como personaje recurrente de la quinta temporada de la serie Packed to the Rafters donde interpreta a Paul Morgan.
En el 2011 apareció en la película Burning Man donde interpretó a Graham junto a Matthew Goode, Bojana Novakovic, Essie Davis, Rachel Griffiths, Anthony Hayes y Jack Campbell.
El 16 de octubre de 2012 se unió como personaje recurrente de la exitosa serie australiana Home and Away donde interpretó al criminal Adam Sharpe, un examigo de los Braxton quien desea vengarse de ellos. hasta junio del 2013 después de que su personaje fuera arrestado por sus crímenes. Martin regresó brevemente a la serie el 7 de marzo de 2014.
En el 2013 apareció como invitado en el décima episodio de la primera temporada de la serie Mr & Mrs Murder donde dio vida a Richard Nailor.

## Filmografía

### Series de televisión
| Año               | Título                | Personaje              | Notas                     |
| ----------------- | --------------------- | ---------------------- | ------------------------- |
| 2012 - 2013, 2014 | Home and Away         | Adam Sharpe            | 36 episodios              |
| 2013              | Mr & Mrs Murder       | Richard Nailor         | episodio "Little Boxes"   |
| 2010 - 2011       | Packed to the Rafters | Paul Morgan            | 10 episodios              |
| 2008              | Mcleod's Daughters    | Frank Edwards          | 8 episodios               |
| 2005 - 2006, 2008 | Blue Water High       | Craig "Simmo" Simmonds | 12 episodios              |
| 2007              | Sea Patrol            | Rick Gallagher         | 4 episodios               |
| 2006              | Monarch Cove          | Detective Straker      | episodio # 1.12           |
| 1998 - 2004       | All Saints            | Luke Forlano           | 150 episodios             |
| 1997              | Big Sky               | Roger                  | episodio "Good Luck Baby" |
| 1996              | Pacific Drive         | Scott Ballintyne       | -                         |

### Películas
| Año  | Título                                               | Personaje            | Notas                                                                                   |
| ---- | ---------------------------------------------------- | -------------------- | --------------------------------------------------------------------------------------- |
| 2011 | Burning Man                                          | Graham               | junto a Matthew Goode, Bojana Novakovic, Essie Davis, Rachel Griffiths y Anthony Hayes  |
| 2011 | The Eye of the Storm                                 | Edward               | junto a Geoffrey Rush, Charlotte Rampling, Judy Davis, Alexandra Schepisi y Bille Brown |
| 2008 | The Black Balloon                                    | Doctor de Emergencia | junto a Rhys Wakefield, Luke Ford, Toni Collette, Erik Thomson y Anthony Phelan         |
| 2006 | How Many Doctors Does It Take to Change a Lightbulb? | Doctor               | corto - junto a Rob Carlton, Shane Emmett y Helen Sutermeister                          |
| 1997 | The Devil Game                                       | Muzza                | junto a Jacqueline McKenzie, Andy Anderson, Guy Pearce, Asher Keddie y Sandy Winton     |

### Teatro
| Año  | Obra            | Personaje | Director (a)         | Teatro         | Notas                                                                  |
| ---- | --------------- | --------- | -------------------- | -------------- | ---------------------------------------------------------------------- |
| 1995 | This is the Sea | -         | -                    | Bondi Pavilion | junto a Amelia Longhurst                                               |
| 1994 | Appetite        | -         | Jasmin Forbes-Watson | Fairfax Studio | junto a Rachael Blake, Bridie Carter, Sophie Heathcote y Inge Hornstra |

## Problemas con la ley
En agosto del 2017 fue declarado culpable de agresión sexual por atacar a una mujer en Central Coast en 2015 y 2016. En marzo del 2018 se anunció que había sido sentenciado a pasar cinco años en la cárcel luego de ser declarado culpable.